# Seznam kostelů na Starém Městě v Praze

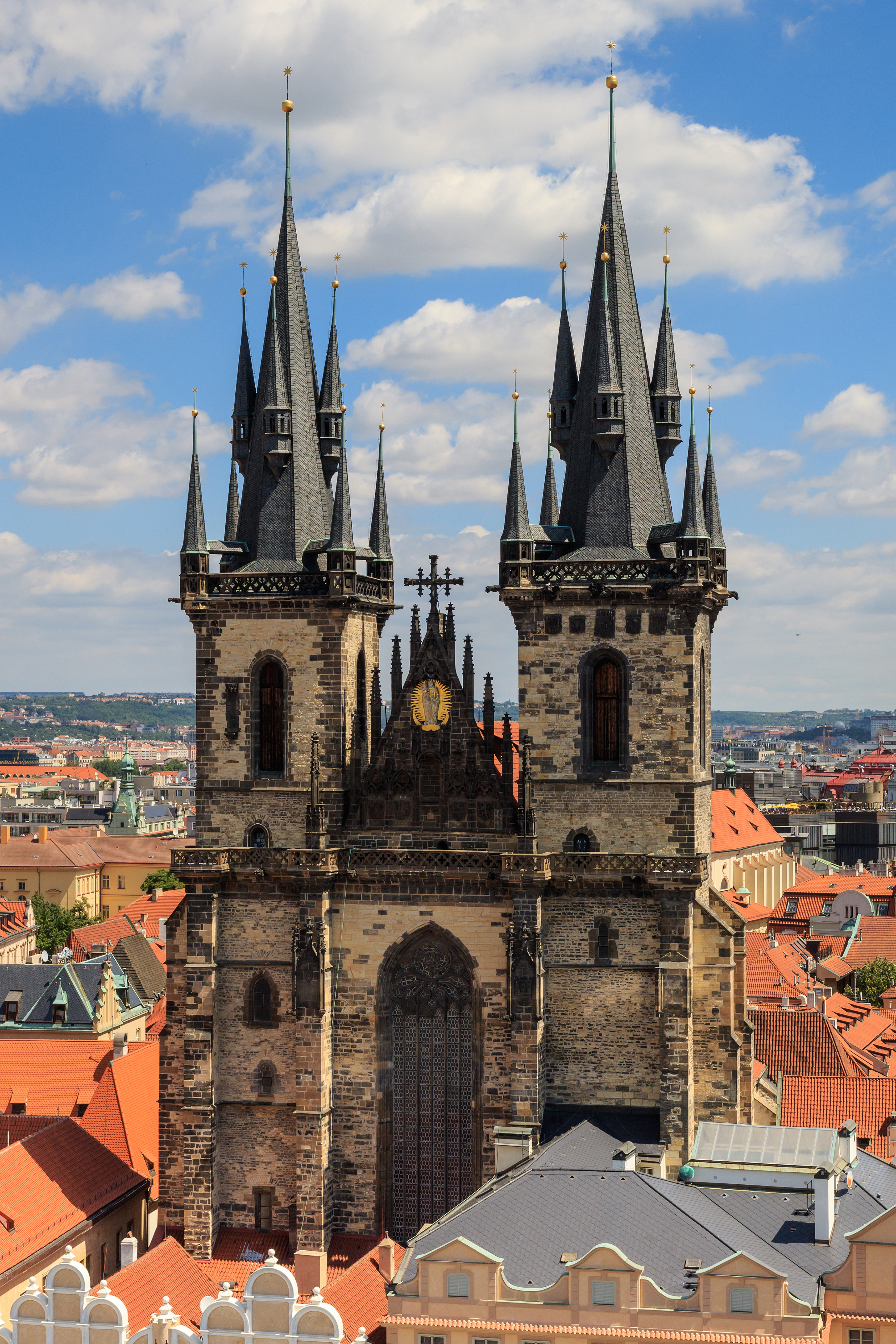
kostel Matky Boží před Týnem

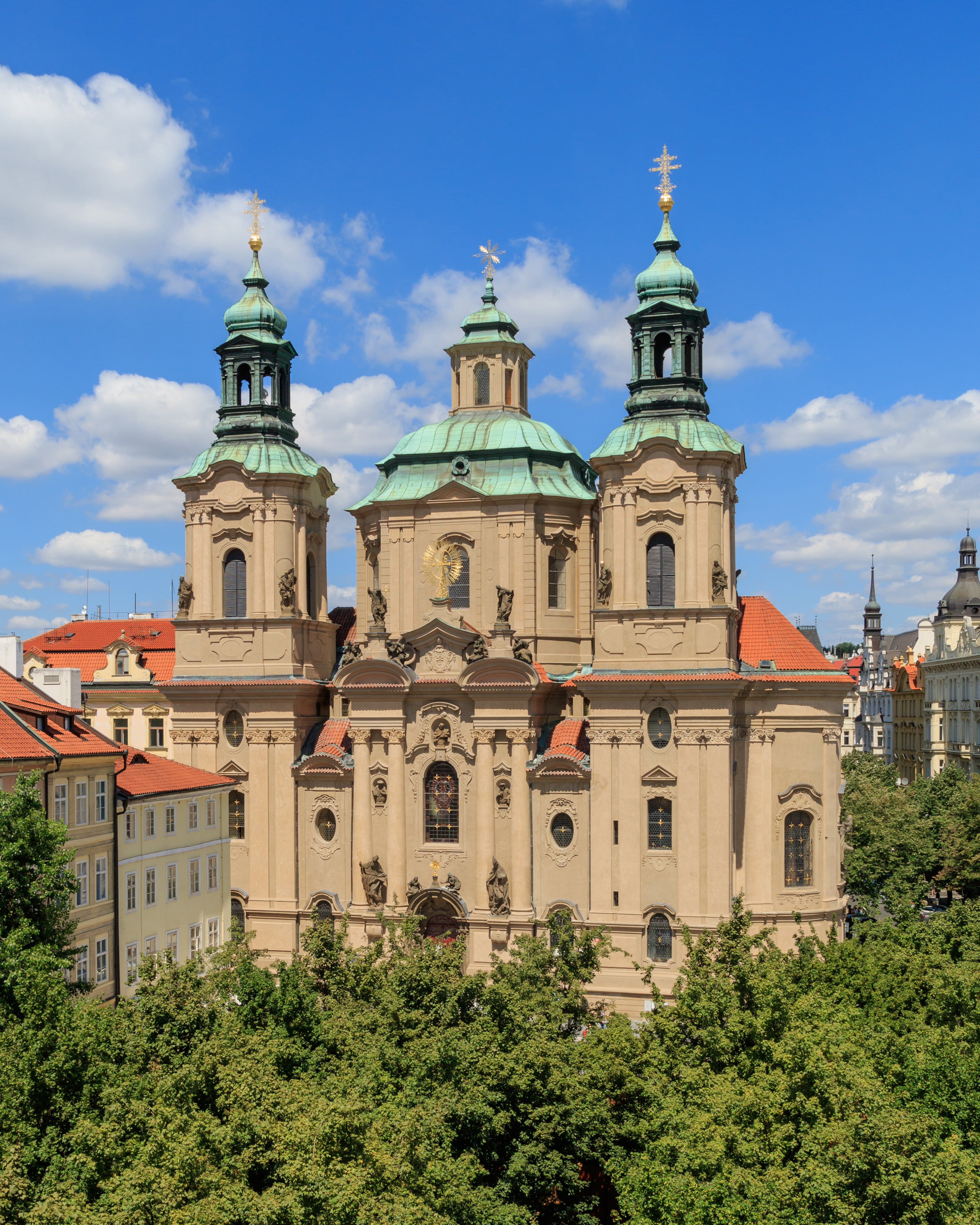
kostel svatého Mikuláše

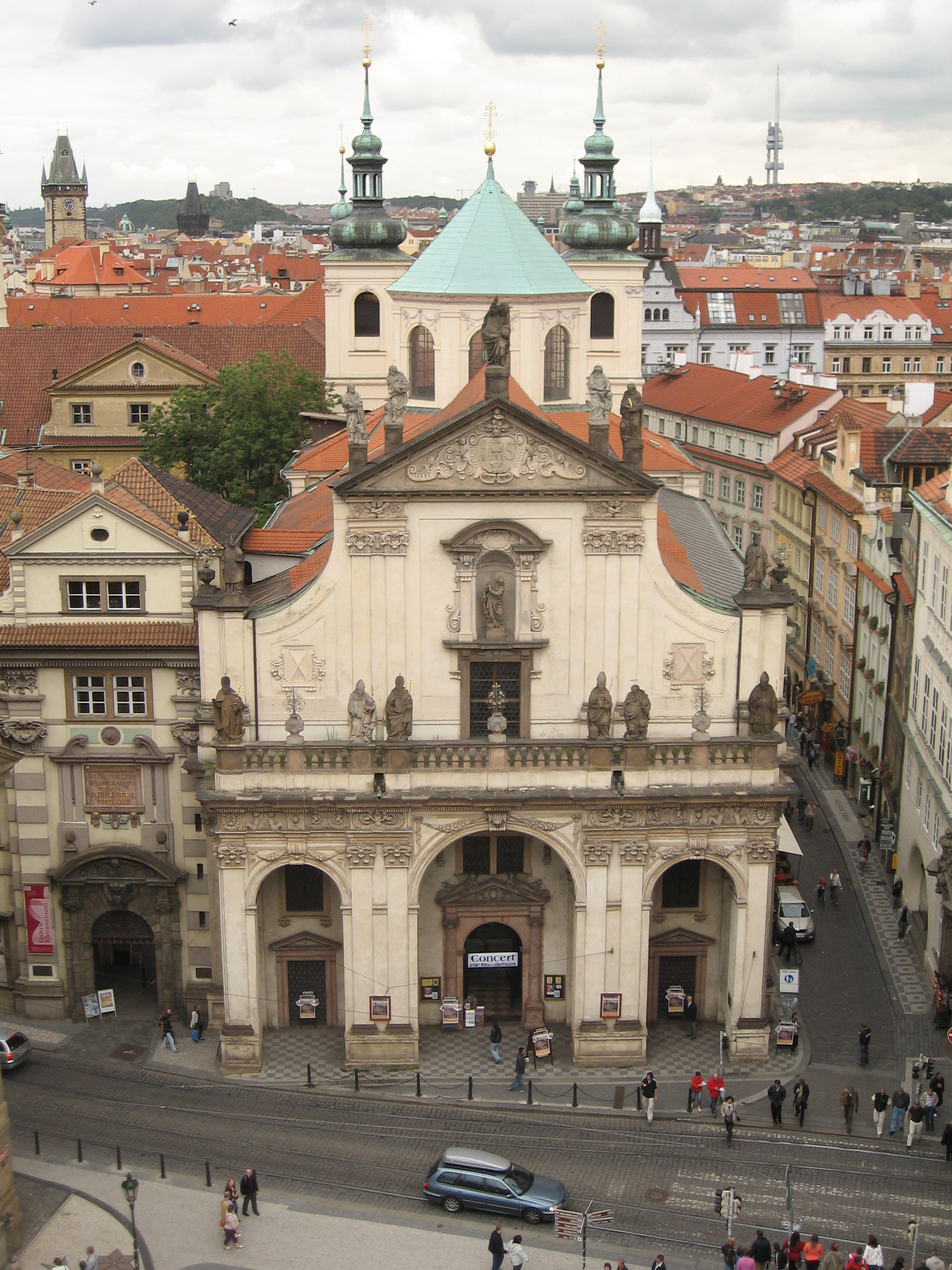
kostel Nejsvětějšího Salvátora

Seznam kostelů na Starém Městě v Praze zahrnuje všechny kostely, které kdy stály na Starém Městě. Nezmiňuje starší kostely stejného zasvěcení stojící alespoň přibližně na místech jejich novějších následníků.

## Seznam
- kostel svaté Anny – odsvěcený, u bývalého anenského kláštera, dnes „Pražská křižovatka“ u Anenského náměstí
- Kostel svatého Bartoloměje – v Bartolomějské ulici, barokní od K. I. Dientzenhofera, sídlo Kongregace Šedých sester III. řádu sv. Františka
- kostel svatého Benedikta – (komenda řádu německých rytířů) zbořený, stával v místech OD Kotva
- kostel svatého Ducha při benediktinském klášteře Božího Milosrdenství v Dušní ulici, gotický
- kostel svatého Ducha (zaniklý)
- kostel svatého Eligia
- kostel svatého Filipa a Jakuba – zaniklý, na Betlémském náměstí
- kostel svatého Františka z Assisi při klášteře řádu křižovníků s červenou hvězdou na Křižovnickém náměstí
- kostel svatého Františka v Anežském klášteře
- kostel svatého Haštala – na Haštalském náměstí, gotický
- kostel svatého Havla – při klášteře obutých kramelitánů na Havelském trhu, goticko-barokní
- kostel svatého Jakuba Většího – bazilika u minoritského kláštera
- kostel svatého Jana Křtitele zvaný Na zábradlí, zaniklý, v místech stejnojmenného divadla
- kostel svatého Jiljí (u kláštera dominkánů)
- katedrála svatého Klimenta v Klementinu (katedrální chrám řeckokatolické církve)
- kostel svatého Klimenta
- rotunda svatého Kříže Menšího
- kostel svatého Kříže Většího (zaniklý) při bývalém klášteře cyriaků
- kostel svatého Linharta (zrušený)
- kostel svatého Martina ve zdi
- kostel Matky Boží před Týnem
- kostel svatého Michaela archanděla (odsvěcený) při bývalém klášteře servitů
- kostel svatého Mikuláše (husitský, dříve pravoslavný) při bývalém klášteře benediktinů
- kostel svatého Norberta (Praha) – v areálu Norbertina na místě OD Kotva
- kostel Obrácení svatého Pavla v Templu (zaniklý)
- kostel svatého Ondřeje (zaniklý)
- kostel Panny Marie Na louži (zaniklý)
- kostel svatého Salvátora v Anežském klášteře
- kostel svatého Salvátora s klášterem pavlánů
- kostel Nejsvětějšího Salvátora v Klementinu
- kostel sv. Šimona a Judy (odsvěcený, slouží jako koncertní síň) při klášteře milosrdných bratří
- kostel svatého Štěpána Menšího (zaniklý)
- kostel svatého Valentina (zaniklý)
- rotunda svatého Vavřince (zaniklý)
- kostel svatého Vojtěcha (zaniklý)